# سلول خونی

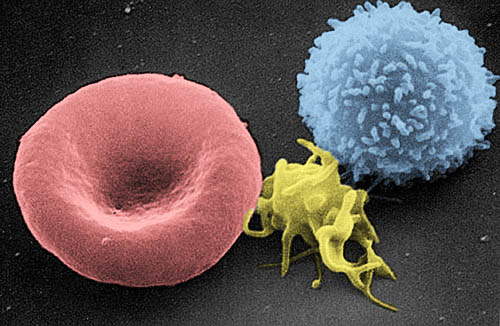
سلول‌های خونی: گلبول قرمز (سمت چپ)، پلاکت (وسط) و گلبول سفید (سمت راست)

به انواع سلول‌های موجود در بافت خون، اصطلاحاً سلول خونی یا هموسایت می‌گویند. سلول‌های خونی معمولاً در سه دسته طبقه‌بندی می‌شود.
- گلبول‌های قرمز – اریتروسیت‌ها
- گلبول‌های سفید – لوکوسیت‌ها
- پلاکت‌ها – ترومبوسیت‌ها،

اگر مقداری از خون را سانتریفوژ کنیم، دو بخش خون از هم جدا می‌شوند؛ به طوری‌که در یک فرد سالم و بالغ معمولاً ۵۵ درصد حجم خون را پلاسما و ۴۵ درصد آن را بخش سلولی خون، که شامل پلاکت‌ها، گلبول‌های سفید و گلبول‌های قرمز می‌شوند، تشکیل می‌دهد.
پلاکت سلولٔ خونی حساب نمی‌شود.

## گلبول‌های قرمز
گلبول‌های قرمز متداول‌ترین نوع سلول‌های خونی هستند و نقش اصلی آن‌ها جابجایی گازهای تنفسی (اکسیژن و دی اکسیدکربن) است. این سلول‌ها کوچک و فاقد هسته و سایر اندامک‌ها هستند و فضای درون آن‌ها از هموگلوبین که پروتئین آهن‌دار است پر شده‌است.
این سلول‌ها از نظر ظاهری مقعر الطرفین هستند و حدود ۱۲۰ روز عمر می‌کنند.

## گلبول‌های سفید
نقش اصلی این دسته از سلول‌های خونی شرکت در فرایندهای دفاعی بدن است. گلبول‌های سفید به دو نوع اصلی گرانولوسیت (گرانول دار) و آگرانولوسیت (بدون گرانول) تقسیم می‌شوند. طول عمر گلبول‌های سفید چنان‌چه به درشت‌خوار تبدیل نشوند، از چند ساعت تا چند هفته بیش‌تر نیست.

## پلاکت‌ها
این دسته از سلول‌های خونی از شکسته شدن مگاکاریوسیت‌ها به‌وجود می‌آیند و نقش اصلی آن‌ها کمک به فرایند انعقاد خون است. پلاکت‌ها بیضوی شکل هستند و قطر آن‌ها معمولاً بین ۲ تا ۴ میکرون است.